# Menou (Nièvre)
Pour les articles homonymes, voir Menou.
Menou est une commune française située dans le département de la Nièvre, en région Bourgogne-Franche-Comté.

## Géographie
Menou est un village de 181 habitants (recensement de 2017), situé à égale distance de Donzy et de Varzy.

### Géologie
Le sous-sol est essentiellement composé de roches calcaires, marnes et gypses.

### Climat
Pour des articles plus généraux, voir Climat de la Bourgogne-Franche-Comté et Climat de la Nièvre.
En 2010, le climat de la commune est de type climat océanique dégradé des plaines du Centre et du Nord, selon une étude du Centre national de la recherche scientifique s'appuyant sur une série de données couvrant la période 1971-2000. En 2020, Météo-France publie une typologie des climats de la France métropolitaine dans laquelle la commune est exposée à un climat océanique altéré et est dans la région climatique  Centre et contreforts nord du Massif Central, caractérisée par un air sec en été et un bon ensoleillement. 
Pour la période 1971-2000, la température annuelle moyenne est de 10,6 °C, avec une amplitude thermique annuelle de 15,8 °C. Le cumul annuel moyen de précipitations est de 877 mm, avec 12,5 jours de précipitations en janvier et 8 jours en juillet. Pour la période 1991-2020, la température moyenne annuelle observée sur la station météorologique de Météo-France la plus proche, « Clamecy », sur la commune de Clamecy à 21 km à vol d'oiseau, est de 11,5 °C et le cumul annuel moyen de précipitations est de 707,4 mm. 
La température maximale relevée sur cette station est de 40,7 °C, atteinte le 25 juillet 2019 ; la température minimale est de −14 °C, atteinte le 9 février 2012,,. 
Les paramètres climatiques de la commune ont été estimés pour le milieu du siècle (2041-2070) selon différents scénarios d'émission de gaz à effet de serre à partir des nouvelles projections climatiques de référence DRIAS-2020. Ils sont consultables sur un site dédié publié par Météo-France en novembre 2022.

## Urbanisme

### Typologie
Au 1er janvier 2024, Menou est catégorisée commune rurale à habitat très dispersé, selon la nouvelle grille communale de densité à sept niveaux définie par l'Insee en 2022.
Elle est située hors unité urbaine. Par ailleurs la commune fait partie de l'aire d'attraction de Clamecy, dont elle est une commune de la couronne,. Cette aire, qui regroupe 45 communes, est catégorisée dans les aires de moins de 50 000 habitants,.

### Occupation des sols
L'occupation des sols de la commune, telle qu'elle ressort de la base de données européenne d’occupation biophysique des sols Corine Land Cover (CLC), est marquée par l'importance des forêts et milieux semi-naturels (52,6 % en 2018), une proportion sensiblement équivalente à celle de 1990 (52,7 %). La répartition détaillée en 2018 est la suivante : 
forêts (52,6 %), terres arables (24,8 %), prairies (17,3 %), zones agricoles hétérogènes (3 %), zones urbanisées (2,3 %). L'évolution de l’occupation des sols de la commune et de ses infrastructures peut être observée sur les différentes représentations cartographiques du territoire : la carte de Cassini (XVIIIe siècle), la carte d'état-major (1820-1866) et les cartes ou photos aériennes de l'IGN pour la période actuelle (1950 à aujourd'hui).

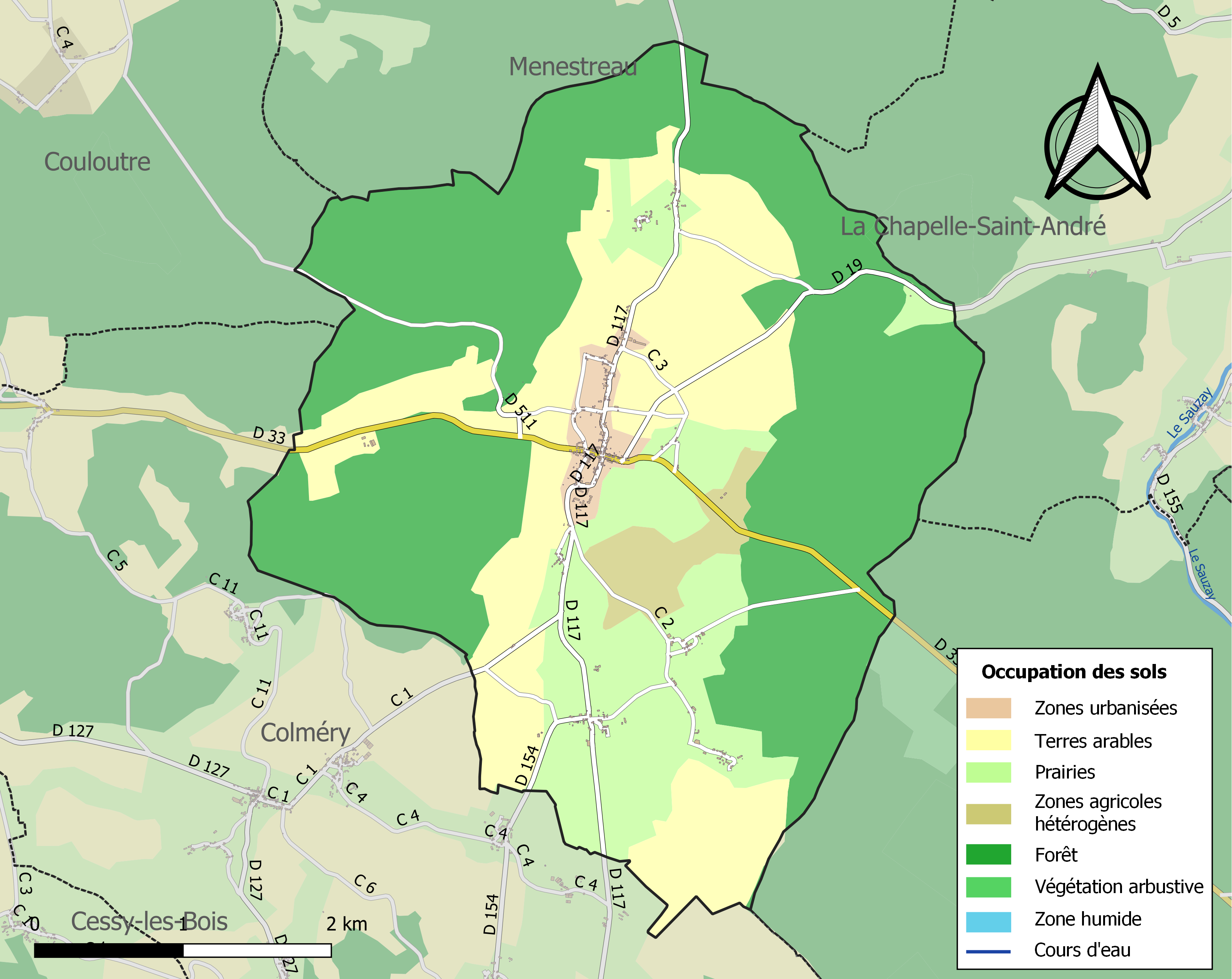
Carte des infrastructures et de l'occupation des sols de la commune en 2018 (CLC).

## Toponymie
En juin 1697, par lettre patente du roi Louis XIV, le village de Nanvignes (ancien nom de la commune) est érigé en marquisat  sous le nom de Menou en faveur de son seigneur, Armand-François de Menou.
L’ancien nom de Menou, Nanvignes, signifiait vallée de vignes.
Par décision du conseil municipal (août 2011), les habitants de Menou ont retrouvé leur nom : ce sont des Nantivinois.

## Histoire

### Antiquité
L'agglomération de Menou s'est probablement développée à l'époque gallo-romaine (c'est en tout cas ce que semblent indiquer des découvertes aériennes datant de moins de 25 ans), ce qui n'exclut d'ailleurs pas une origine gauloise plus ancienne.

### Moyen Âge
- 800 : première mention du nom, Nantivinea.

### Époque moderne
- 1565 : une décision de justice interdit, à peine de punition corporelle, aux manans et habitans de Nanvignes l'accès aux bois du seigneur.
- 1608 : grand hyver.
- 1619 : unification de Nanvignes en une seule seigneurie.
- 1627 à 1638 : peste.
- 1672 à 1681 : construction du château de Menou sur l'emplacement de la demeure seigneuriale (du château, lit-on dans les registres) détruite, la même année, par un incendie.
- 1697 : Nanvignes, de la châtellenie de Donzy, est érigé en marquisat sous le nom de Menou, que la commune a conservé, par lettres de juin 1697 en faveur de Armand-François de Menou de Charnizay.
- 1709 : hiver très rigoureux ; famine probable.
- 1727 : Menou est sans exagérer la plus pauvre paroisse de l'élection laquelle n'a pas un quart de lieu d'étendue dans un mauvais terrain. L'eau y est très rare et point de prez borné de toutes parts par les bois... Les pauvres habitants y meurent de faim... (Déclaration des biens de la paroisse, laquelle noircit peut-être bien la situation)
- 1783 : La communauté manque absolument d'eau tant pour l'usage des habitants que pour abreuver leurs bestiaux. (Jacques Danthault, notaire)
- 1789 : Cette paroisse est... couverte de forêts de toutes parts... il ne reste que peu de terre en culture, de médiocre valeur, et cette paroisse ne récolte pas de quoi se nourrir la moitié de l'année. (extrait du cahier de doléances)
- Vendredi 31 juillet 1789 : le château est encerclé à la suite d'une rumeur, infondée, selon laquelle s'y tramait une conspiration visant à détruire une partie de la nation...
- 1788/1789 : hiver très rigoureux.
- 1798 : le curé Jacques-Gabriel Bougond est accusé de perturber les assemblées populaires et de composer des chansons contre les Républicains.

### Époque contemporaine
- 1849 : le château de Menou et son domaine s'étendant sur 289 hectares 35 ares 80 centiares est à vendre ! La mise à prix est fixée à 237 500 F.

### Seigneurs
Quelques-uns des seigneurs de Menou : Guillaume Tenon (vers 1550), Jean de La Rivière (vers 1575), Etienne Tenon (vers 1580), Armand-François de Menou (1660 à 1703), François-Charles de Menou (1719 à 1739), Augustine-Marie de Menou (1739 à 1764), Marie-Louise de Menou (1764 à 1786), Étienne-Charles de Damas-Crux (1786).

### Armorial

Famille Tenon.
Famille de La Rivière.
Famille de Menou[17].

## Politique et administration
| Période                                  | Période  | Identité         | Étiquette | Qualité  |
| ---------------------------------------- | -------- | ---------------- | --------- | -------- |
| avant 1988                               | ?        | Charles Cerveau  | PS        |          |
| mars 2008                                | 2014     | Daniel Lecaplain |           | Retraité |
| 2014                                     | En cours | Véronique Ravaud |           |          |
| Les données manquantes sont à compléter. |          |                  |           |          |

## Démographie
L'évolution du nombre d'habitants est connue à travers les recensements de la population effectués dans la commune depuis 1793. Pour les communes de moins de 10 000 habitants, une enquête de recensement portant sur toute la population est réalisée tous les cinq ans, les populations de référence des années intermédiaires étant quant à elles estimées par interpolation ou extrapolation. Pour la commune, le premier recensement exhaustif entrant dans le cadre du nouveau dispositif a été réalisé en 2005.

En 2022, la commune comptait 182 habitants, en stagnation par rapport à 2016 (Nièvre : −3,28 %, France hors Mayotte : +2,11 %).
| 1793 | 1800 | 1806 | 1821 | 1831 | 1836 | 1841 | 1846  | 1851  |
| ---- | ---- | ---- | ---- | ---- | ---- | ---- | ----- | ----- |
| 178  | 491  | 680  | 748  | 839  | 870  | 934  | 1 020 | 1 094 |

| 1856  | 1861  | 1866  | 1872  | 1876  | 1881  | 1886  | 1891 | 1896 |
| ----- | ----- | ----- | ----- | ----- | ----- | ----- | ---- | ---- |
| 1 111 | 1 108 | 1 143 | 1 105 | 1 120 | 1 036 | 1 075 | 911  | 841  |

| 1901 | 1906 | 1911 | 1921 | 1926 | 1931 | 1936 | 1946 | 1954 |
| ---- | ---- | ---- | ---- | ---- | ---- | ---- | ---- | ---- |
| 772  | 724  | 670  | 595  | 534  | 460  | 410  | 391  | 349  |

| 1962 | 1968 | 1975 | 1982 | 1990 | 1999 | 2005 | 2006 | 2010 |
| ---- | ---- | ---- | ---- | ---- | ---- | ---- | ---- | ---- |
| 335  | 293  | 251  | 209  | 201  | 172  | 173  | 172  | 182  |

| 2015 | 2020 | 2022 | - | - | - | - | - | - |
| ---- | ---- | ---- | - | - | - | - | - | - |
| 183  | 187  | 182  | - | - | - | - | - | - |

## Lieux et monuments

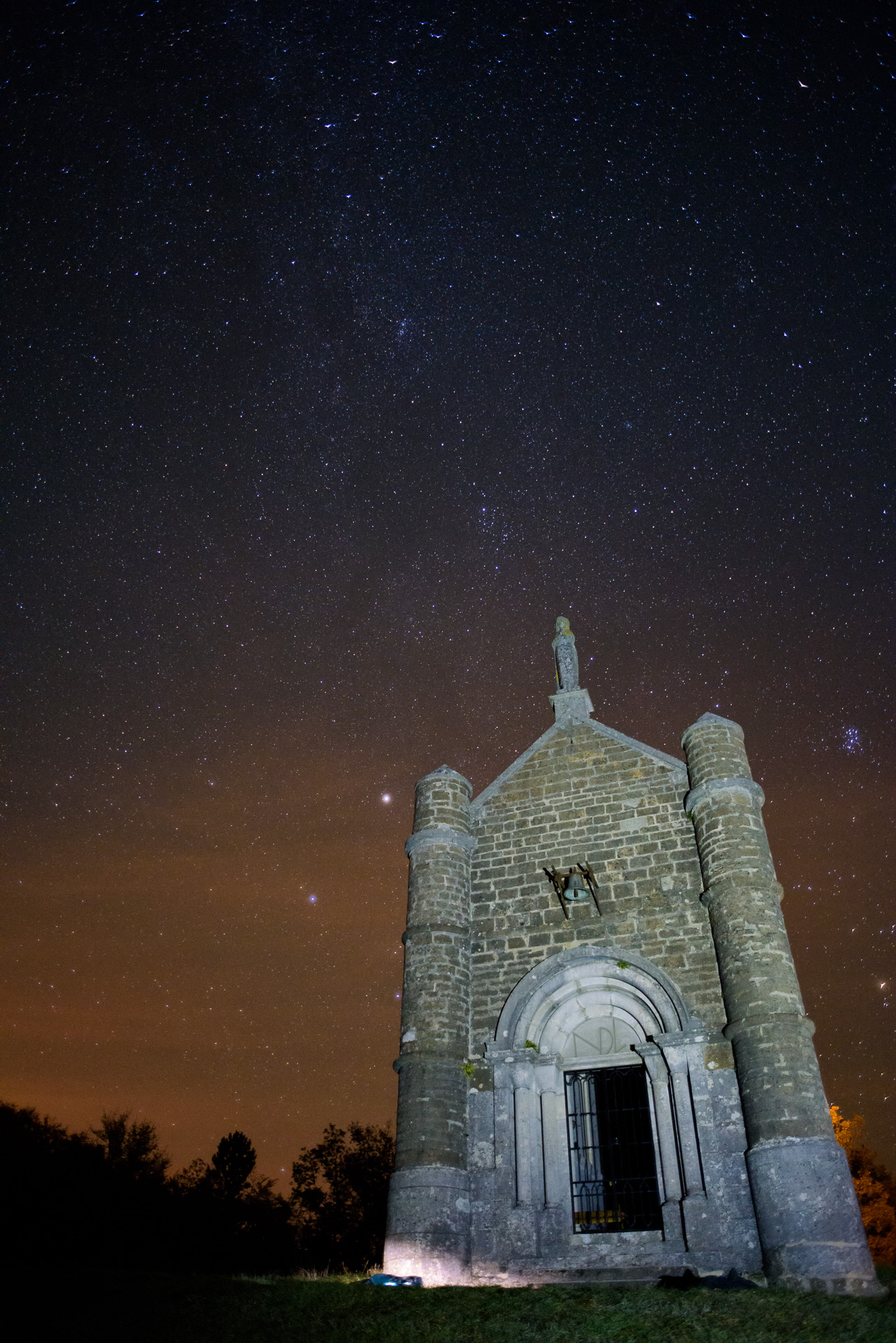
Chapelle Notre-Dame de la Tête Ronde, de nuit.

- Fanum, à triple enclos et cella centrale, entourée de sa galerie et encadrée par le mur du péribole, placé sur une des branches de l'Y formant le site de l'agglomération antique (site enfoui)[22].
- Château de Menou, édifié en 1672. Il a appartenu au décorateur Jacques Garcia[23],  inscrit au titre des monuments historiques  par arrêté du 31 mai 1994 et classé par arrêté du 15 février 1996[24].
- Chapelle Notre-Dame de la Tête Ronde.

## Galerie

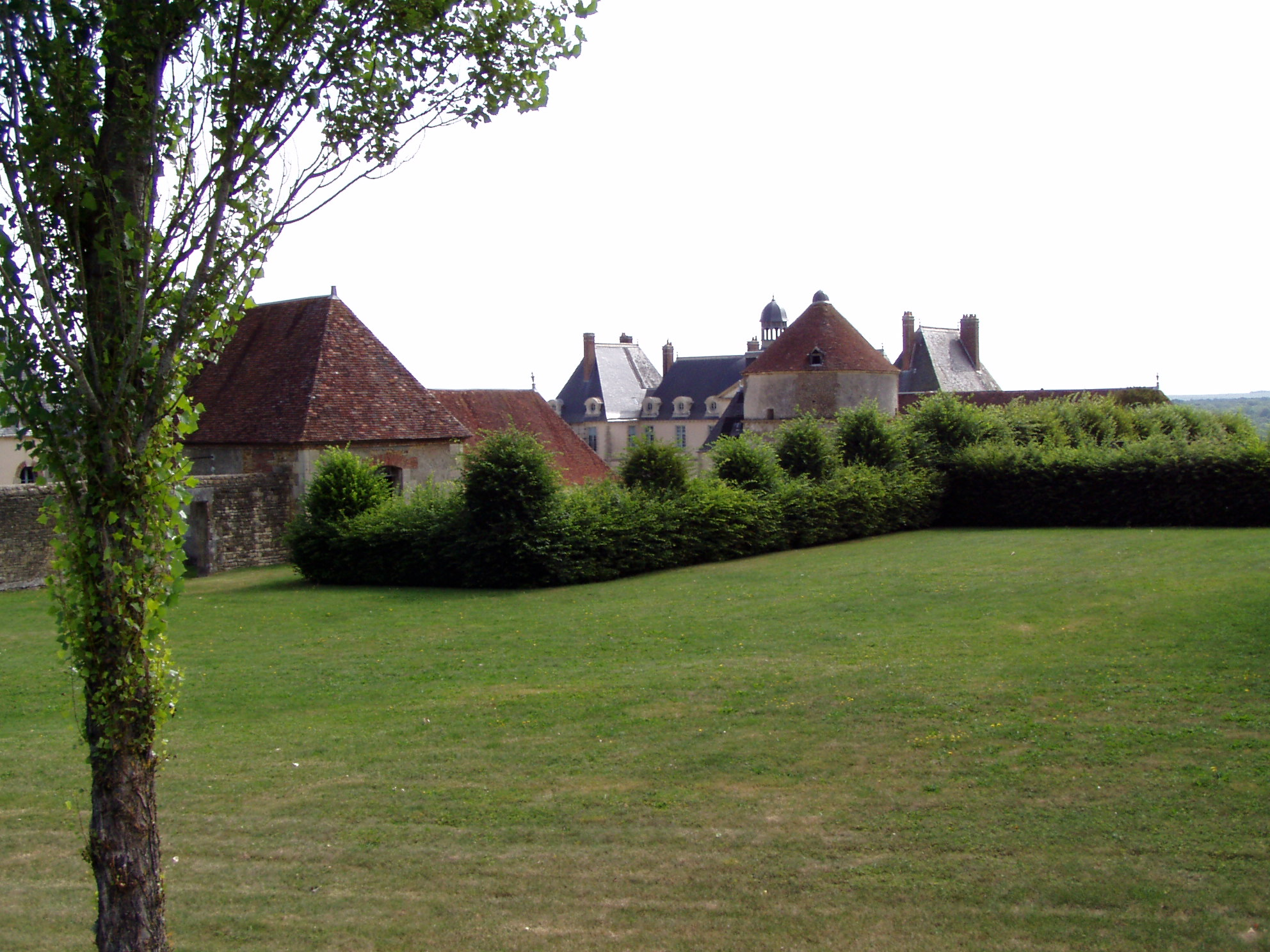
Le bourg.
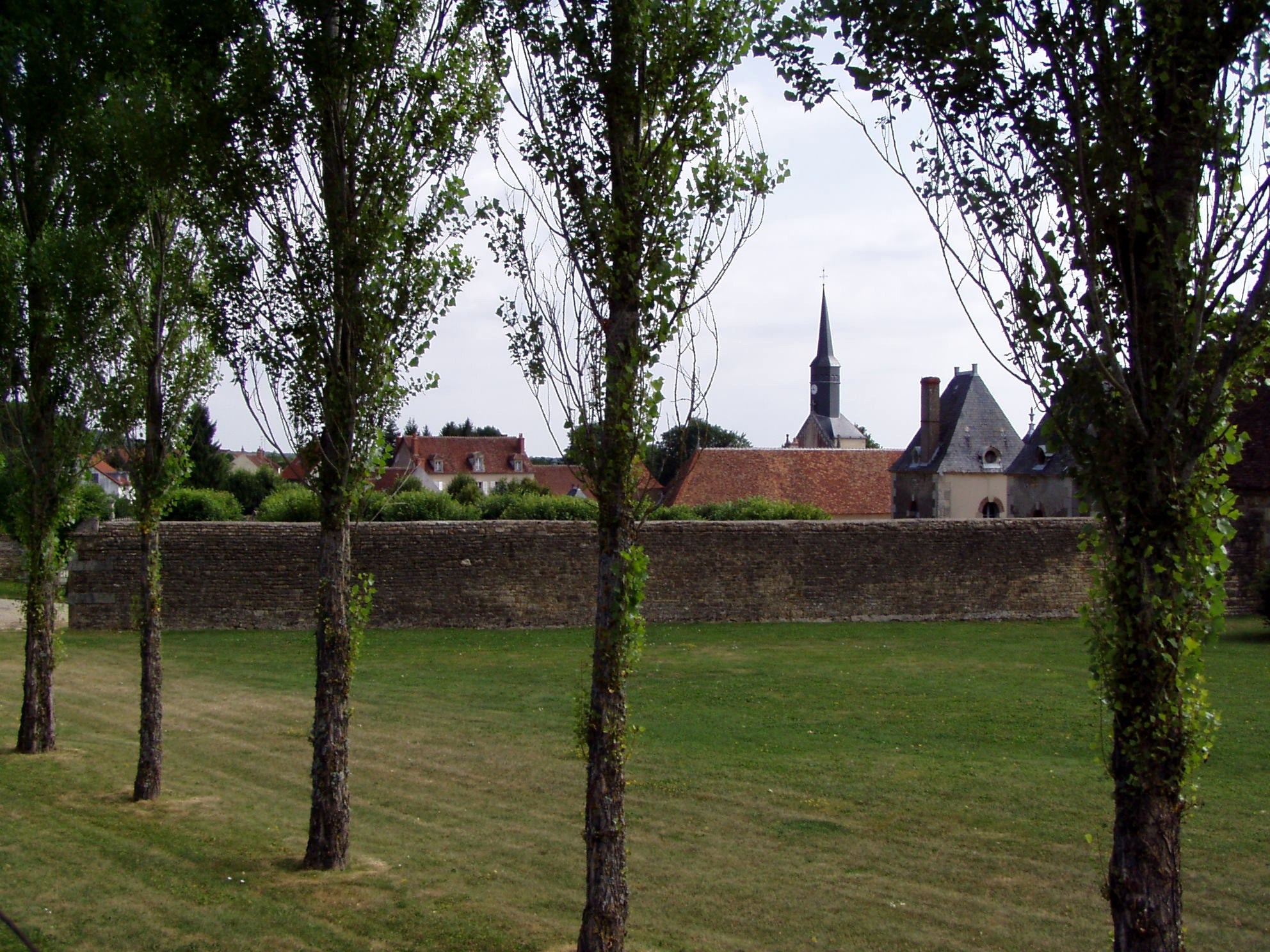
Le bourg.
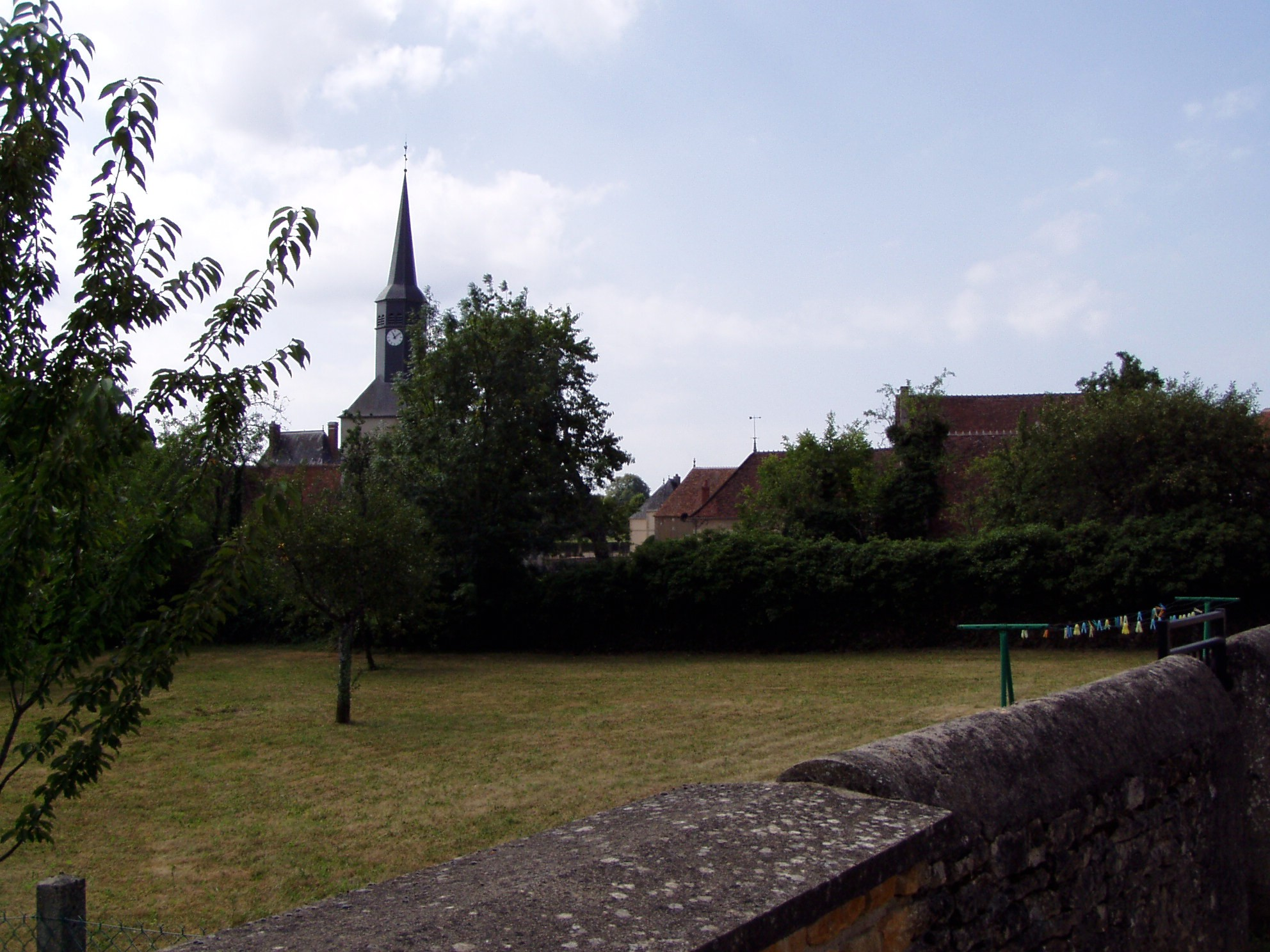
Le bourg.
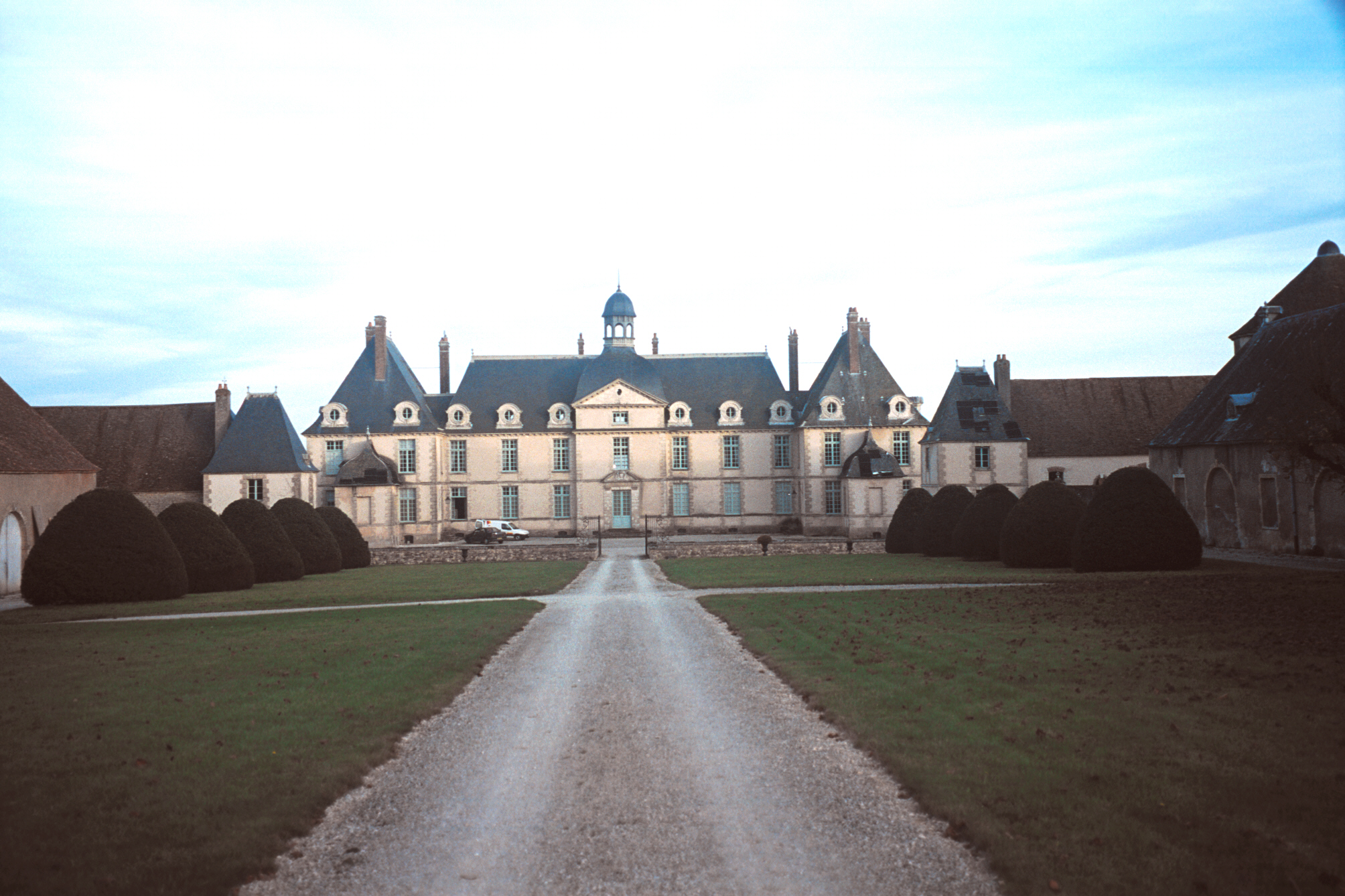
Le château de Menou.
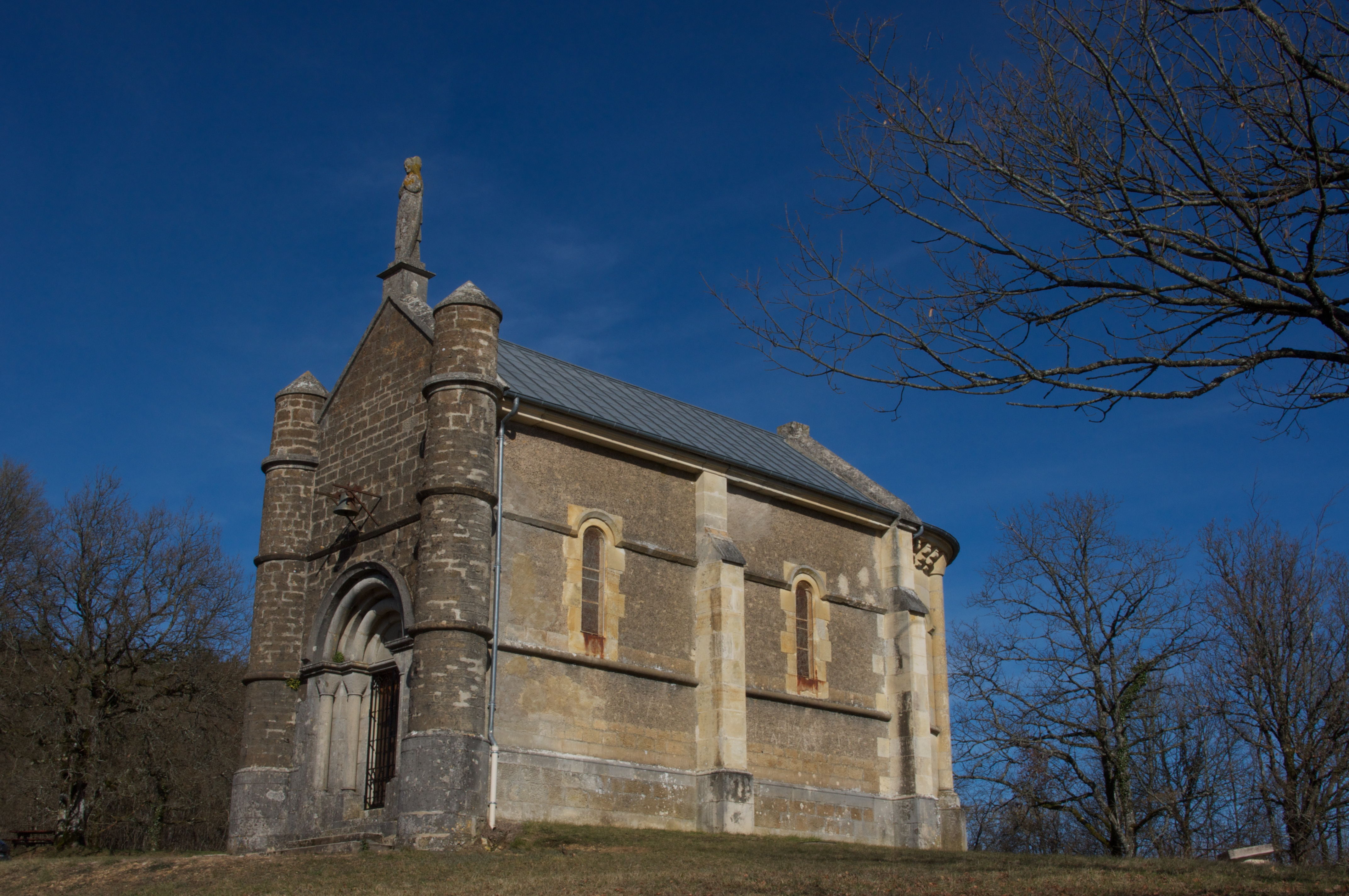
Chapelle Notre-Dame de la Tête Ronde.
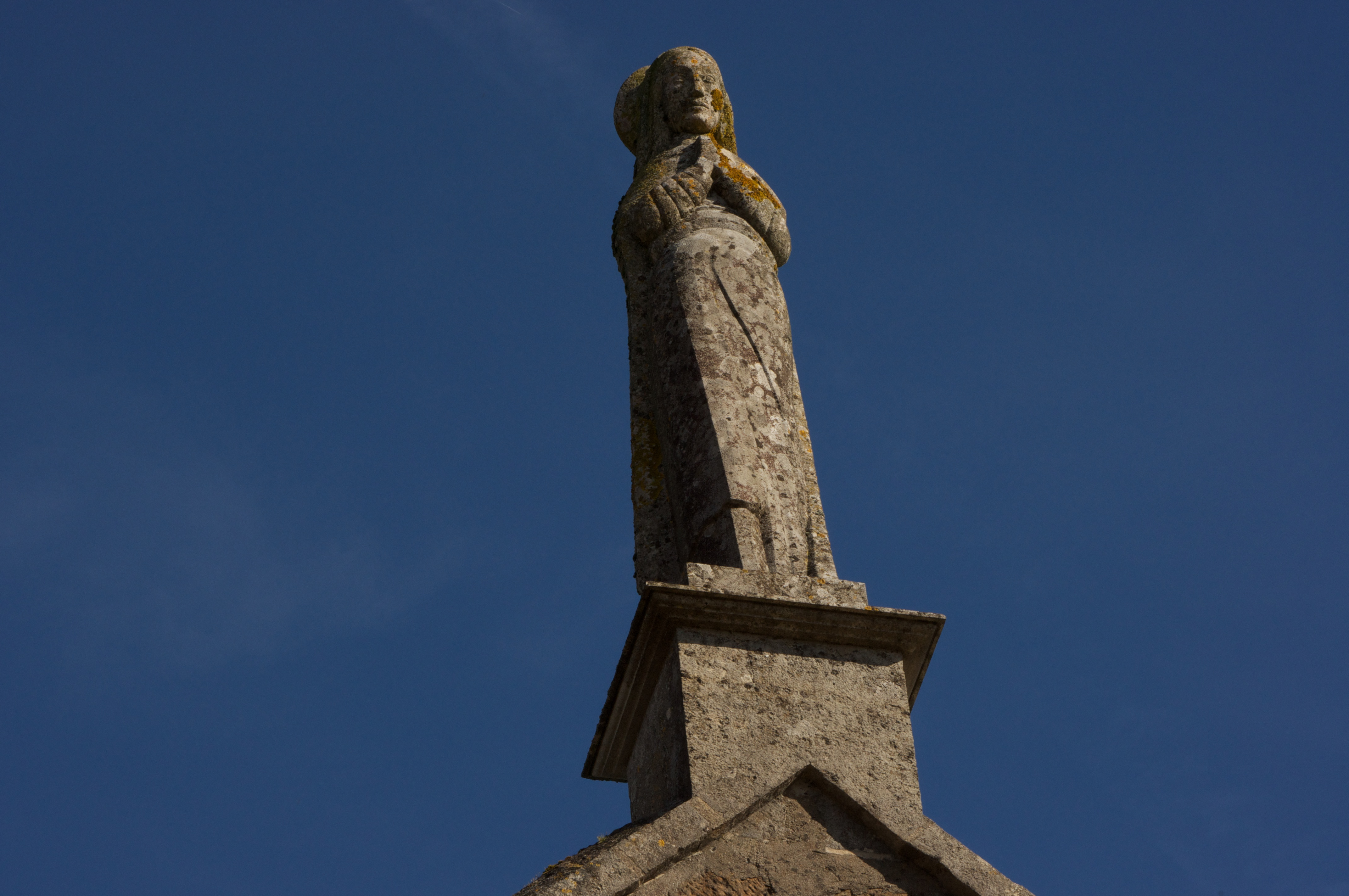
Vierge de la chapelle Notre-Dame de la Tête Ronde.
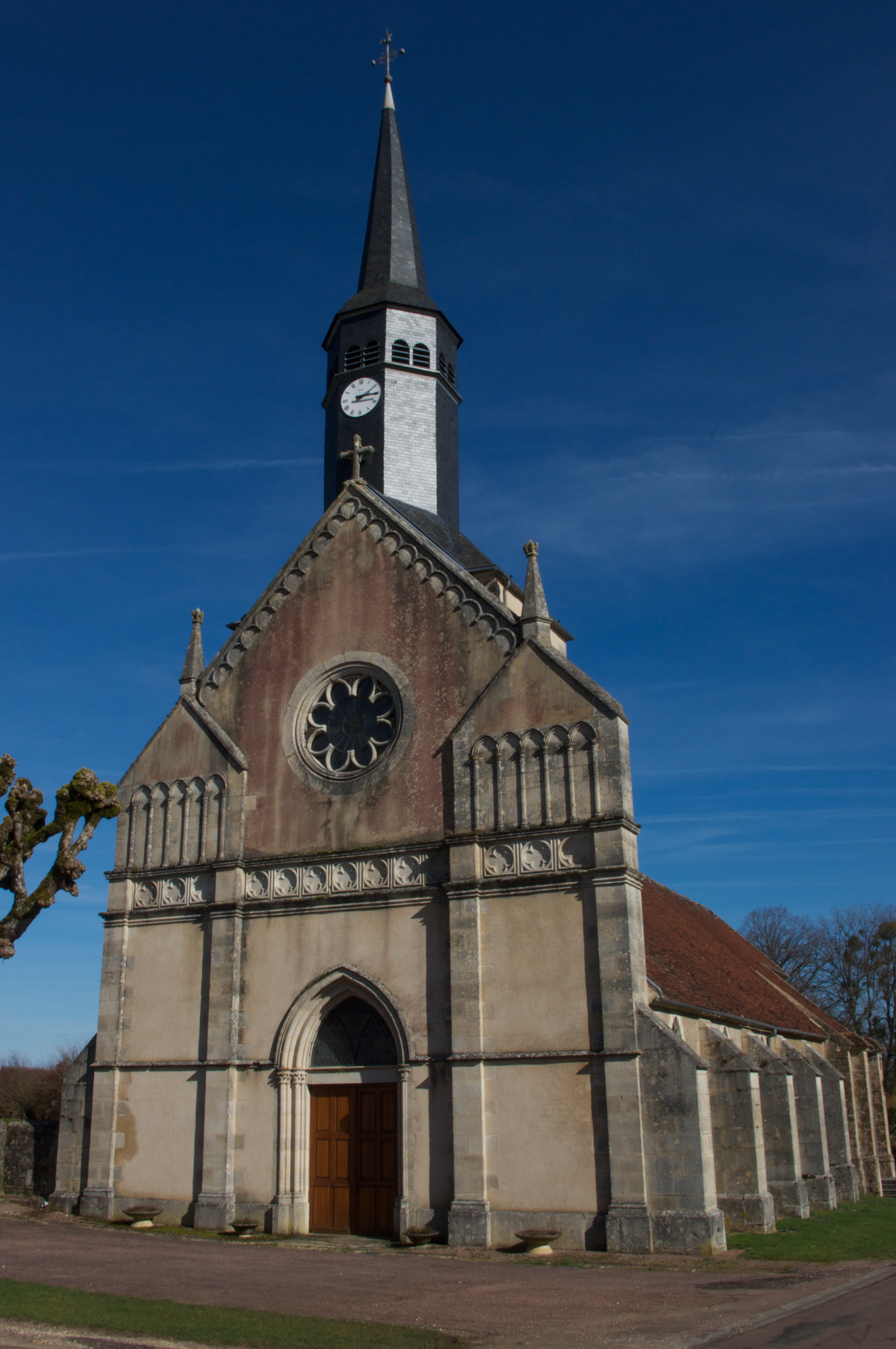
Église Saint-Siméon.
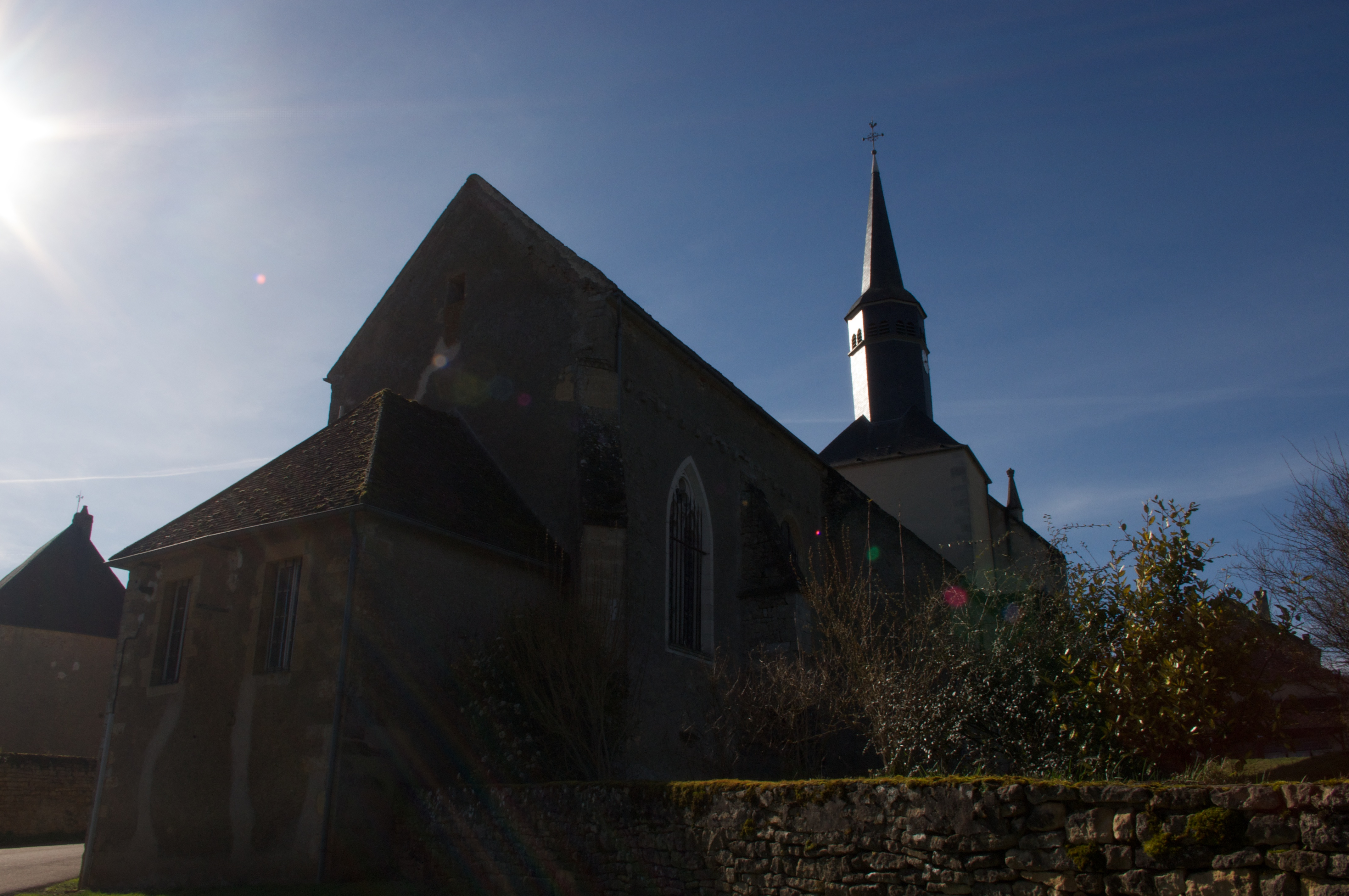
Vue arrière de l'église Saint-Siméon.

## Personnalités liées à la commune

### Jean-Roch Coignet
Jean-Roch Coignet, auteur des fameux Cahiers du capitaine Coignet, sur les campagnes napoléoniennes, Jean-Roch Coignet (1776-1865) était vraisemblablement l'un des descendants des Coignet ayant donné leur nom à l'un des hameaux de Menou.

### Barthélémy Leblanc
Architecte, maître d'œuvre du château de Menou (fin XVIIe siècle).

### Hervé Clérel de Tocqueville (père d’Alexis de Tocqueville)
Hervé Louis François Bonaventure Clérel, comte de Tocqueville, chevalier, seigneur de Tocqueville et de Tourlaville, est né en 1772 à Menou. Son père, Bernard Bonaventure Clérel, chevalier, comte de Tocqueville, seigneur et patron de Tocqueville, Anville, et autres lieux, était mestre de camp de cavalerie, chevalier de l’ordre royal et militaire de Saint-Louis, né en 1730, décédé en 1776. Sa mère, Catherine Antoinette Crux, née en 1749, est morte le 17 octobre 1785 (Hervé avait alors treize ans). Elle descendait de Saint Louis et de César Borgia.